# Верхние надпочечниковые артерии
Верхние надпочечниковые артерии - парные, ответвляются от нижней диафрагмальной артерии. Наряду со средними надпочечниковыми артериями и нижними надпочечниковыми артериями кровоснабжают надпочечники.

## Топография
Верхние надпочечниковые артерии (ВНА) представлены двумя основными типами:
1. ВНА имеет основной ствол, который в большинстве случаев отходит от короткой (3,5–7,5 см) внедиафрагмальной части нижней диафрамальной артерии (НДА), и реже - непосредственно от брюшной аорты. Встречается примерно в 20% случаев.
2. Множественные (до 18-ти штук) ВНА ответвляются от залегающей вдоль верхнего полюса надпочечника протяженной внедиафрагмальной части НДА. Встречается примерно в 80% случаев.[2]

## Функции
ВНА кровоснабжают верхний полюс надпочечника, его переднюю и заднюю поверхности влоть до горизонтальной борозды, а их мелкие ветви достигают задней поверхности надпочечника в области латерального полюса.  Доля верхней надпочечниковой артерии в кровоснабжении надпочечника составляет 34 %.